# Legendary (film 2010)
Legendary è un film del 2010 diretto da Mel Damski.
Pellicola statunitense con protagonisti Devon Graye, John Cena, Patricia Clarkson e Danny Glover.

## Trama
Dopo essere stato vittima di bullismo, l'adolescente Cal Chetley si unisce alla squadra di lotta della scuola in Oklahoma, anche per riunirsi con suo fratello, l'estraniato e ribelle Mike. Sua madre, Sharon, inizialmente non è favorevole alla decisione di Cal, soprattutto quando scopre che è Mike ad allenarlo e dopo che lei riceve una telefonata dalla prigione dove si trova Mike, arrestato per una lite. Anche Cal, come il padre e il fratello, diventerà una leggenda della lotta, e riuscirà a riunire il fratello Mike e la madre, a 10 anni dalla morte del padre.

## Produzione
Il film viene prodotto dalla WWE Studios  insieme alla Samuel Goldwyn Films. Le riprese della pellicola hanno avuto luogo presso il Bonnabel Magnet Academy High School a Kenner, Louisiana nel dicembre 2009.

## Colonna sonora
Per la colonna sonora del film viene scelto Jim Johnston, il compositore delle theme song dei wrestler in WWE. La partitura orchestrale da lui scritta e composta per il film, è disponibile su iTunes. Anche se non è stata rilasciata nessuna colonna sonora ufficiale, di seguito sono riportate le canzoni apparse nel film.

### Tracce
- Blue Jeans - Glass Cow
- Crash - Fit for Rivals
- Dragonfly - Shaman’s Harvest
- Faith - James A. Johnston & Laci Williams
- Flash Lightnin’ - Flash Lightnin’
- Hard Line - James A. Johnston
- Hustle, Loyalty, Respect - John Cena f/Freddie Foxxx (Usata anche nel trailer)
- In the Morning - Taddy Porter
- It's Your Last Shot - Politics & Assassins
- Letters from the Sky - Civil Twilight
- Liar performed - Glasgow
- One Night - Golden State
- Panis Angelicus - Cesar Franch
- Railroad Queen - Taddy Porter
- Take Back the Fear - Hail the Villain
- The Dream
- Through Telescopes - Colour Academy (Usata anche nel trailer)
- Undertow - Beta Wolf
- We Must Start Again - Golden State

## Distribuzione
La pellicola è uscita nelle sale statunitensi il 10 settembre 2010  guadagnando $200,393. Al cinema il film è uscito solo negli Stati Uniti, Australia e Kuwait in modo limitato. In Italia, come negli altri paesi, è uscito direttamente in Home video.
Il film è uscito in Blu-ray e DVD il 28 settembre 2010.